# Naturprodukt

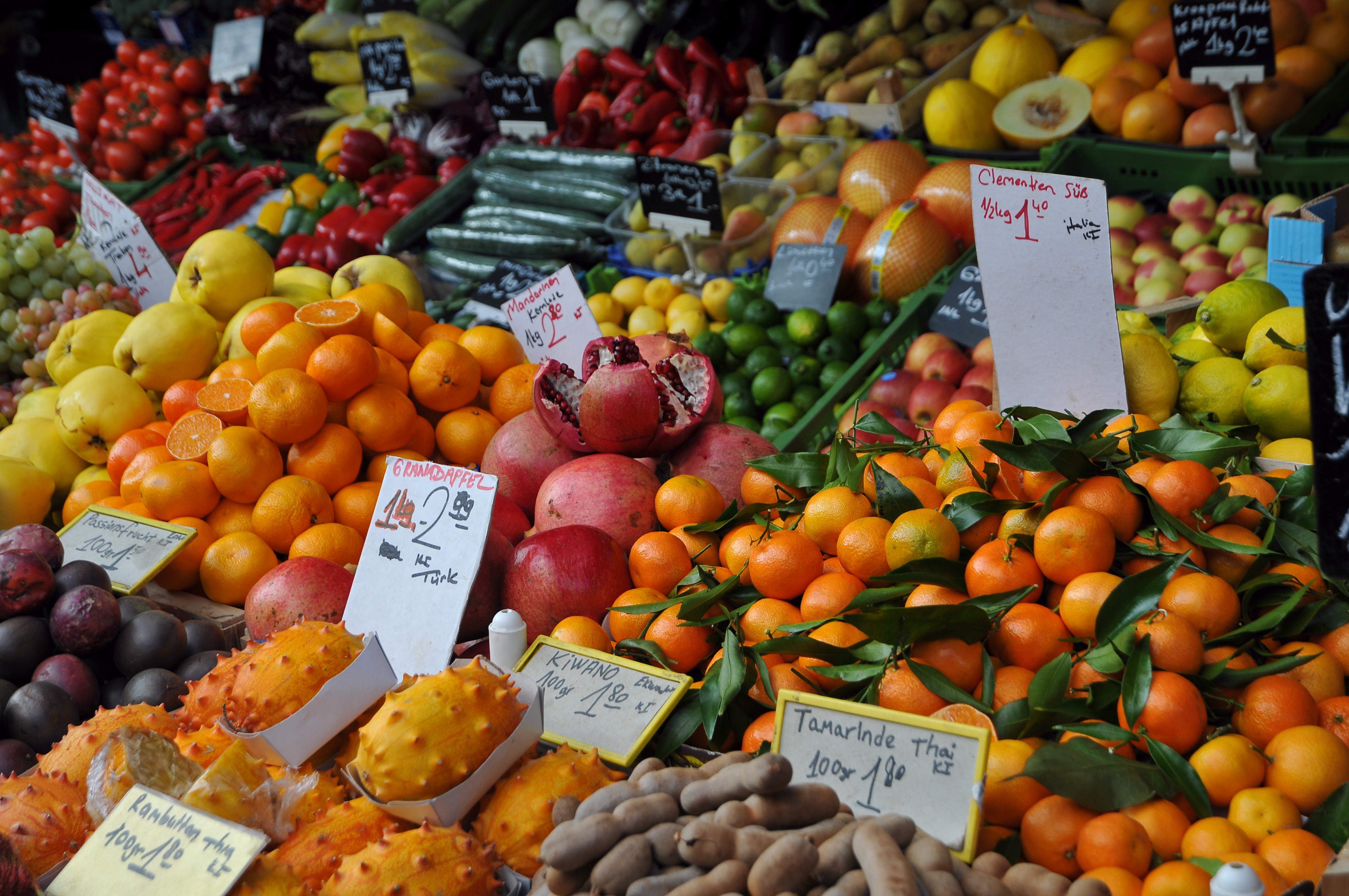
Obst auf dem Wiener Naschmarkt

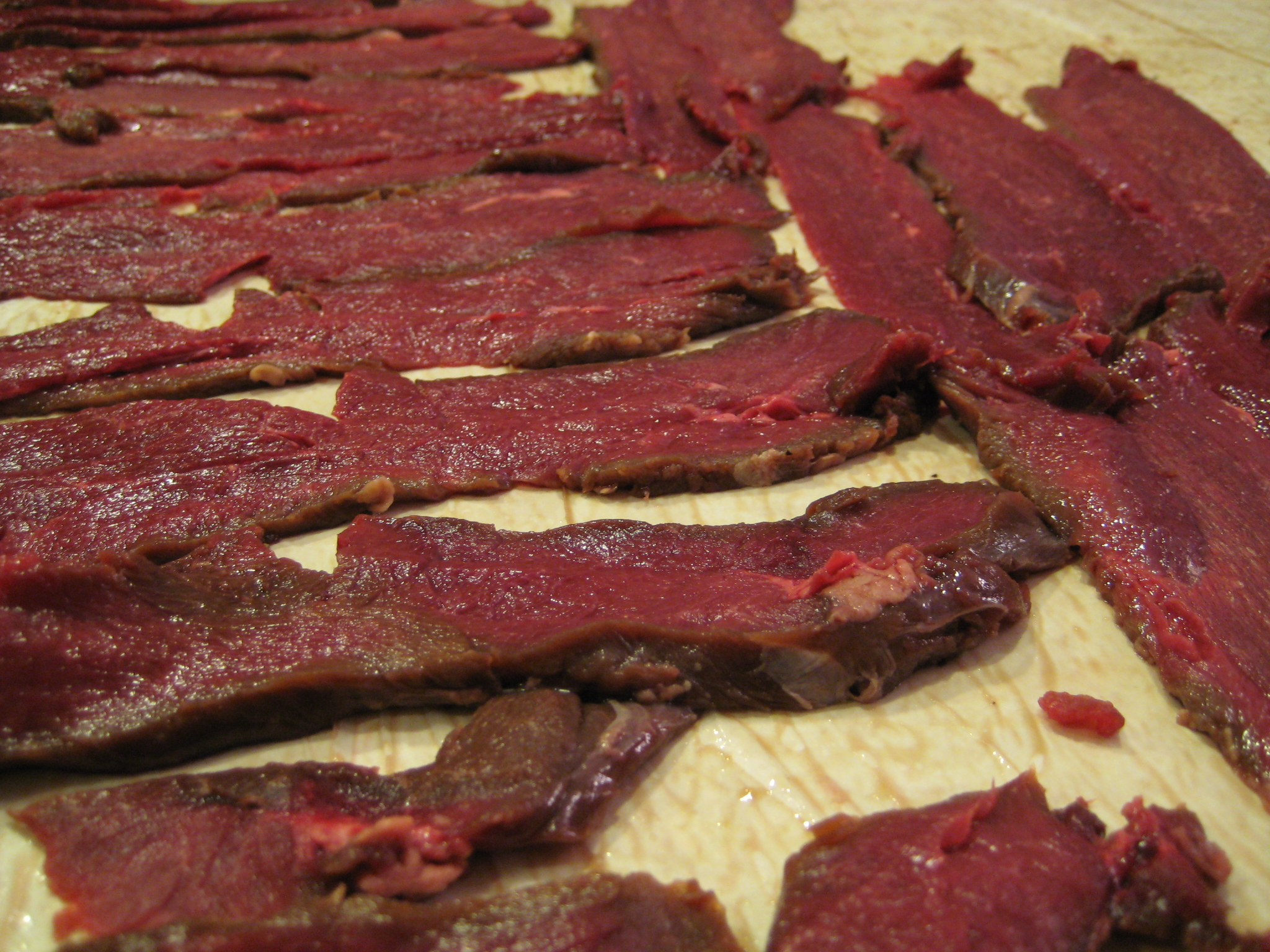
Zum Dörren zubereitetes Wildfleisch

Als Naturprodukt (auch Naturerzeugnis) gelten Grundstoffe, Lebensmittel, Stoffgemische oder auch Werkstoffe, welche weitgehend in der Natur bzw. natürlich entstanden sind, in Urproduktion gewonnen wurden und ohne oder nur mit geringer Veränderung ihrer stofflichen Eigenschaften verwendet werden. 

## Allgemeines

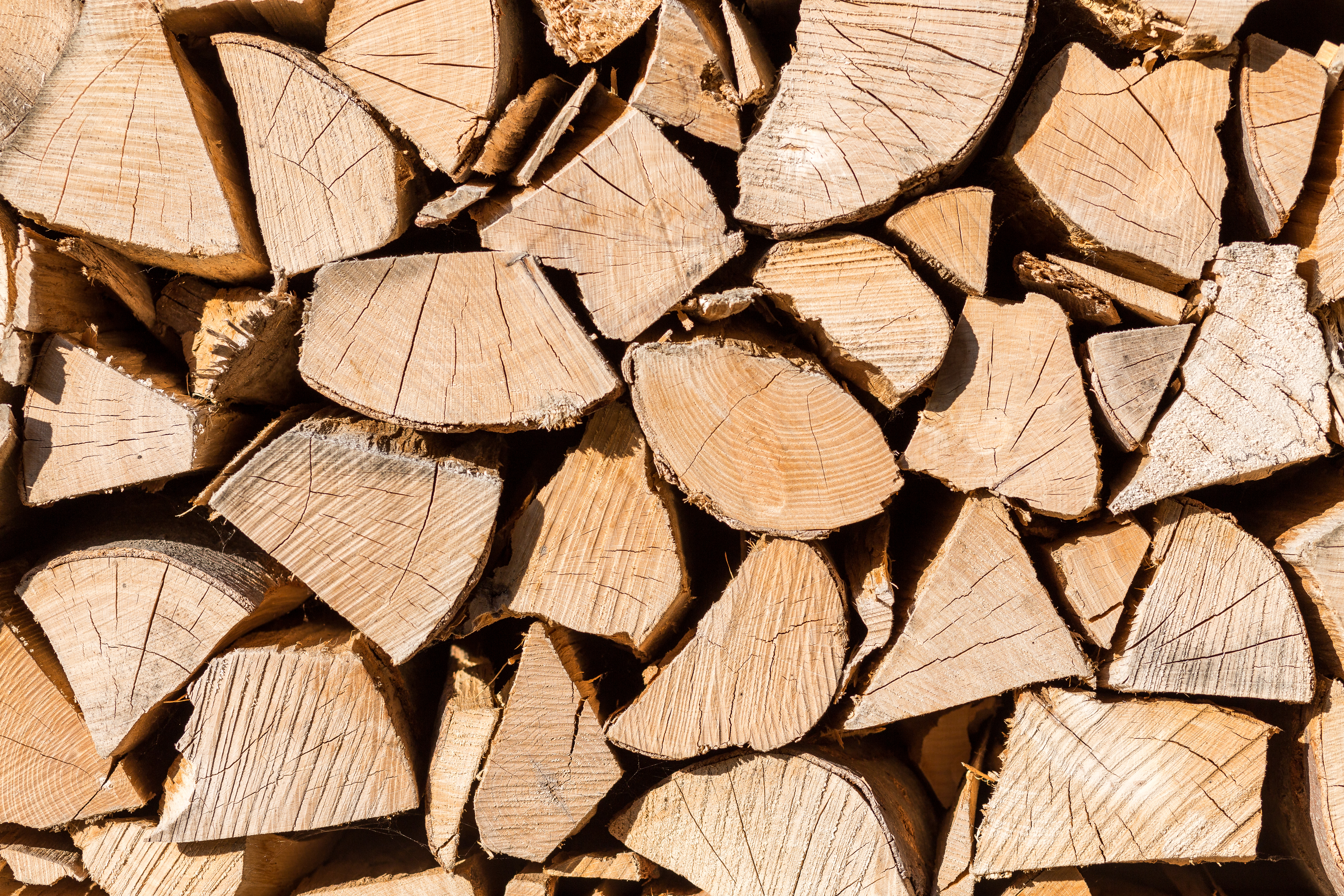
Abgelängtes und gespaltenes Buchen-Brennholz

Das Kompositum „Naturprodukt“ weist auf Produkte hin, die die Natur ohne wesentliche menschliche Eingriffe selbst geschaffen hat. Sie dienen als Nahrungs- oder Genussmittel der menschlichen Ernährung oder als Gebrauchsgegenstand. Dazu gehören Pflanzen, Tiere und natürliche Substanzen wie Wasser. Die frühere Subsistenzwirtschaft griff hierauf zum Zwecke der Selbstversorgung zurück. Bereits Aristoteles verstand unter Naturprodukten „die Tiere und ihre Aufbaustücke, die Pflanzen und die Elementarkörper wie Erde, Feuer, Luft und Wasser“.

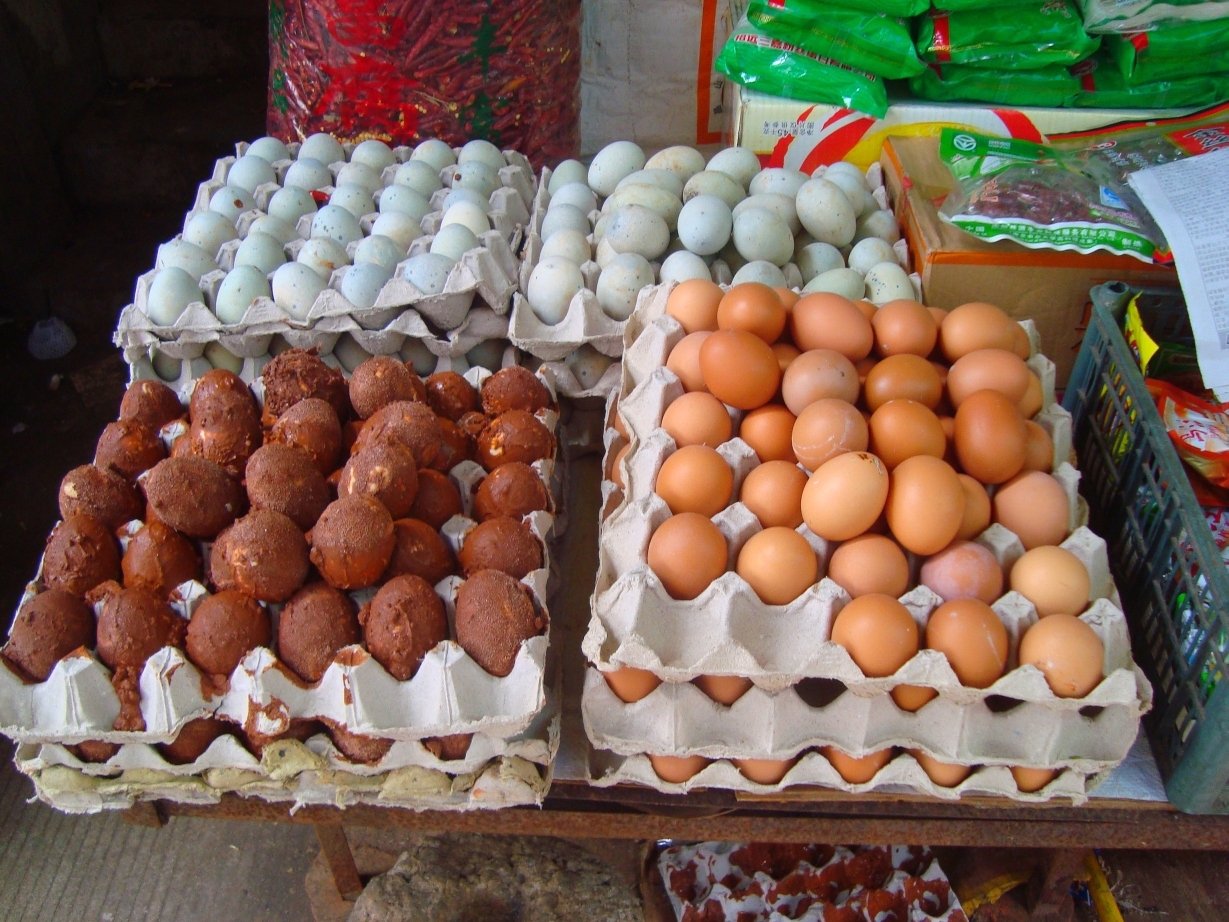
Eier auf einem Lebensmittelmarkt

Wichtiges Kriterium für Naturprodukte ist ihre weitgehend naturbelassene Beschaffenheit. Georg Lemberger vertrat bereits 1871 die Ansicht, dass sich Naturprodukte noch im Ursprungszustand befinden müssten wie Wasser, Früchte oder Tiere, würden sie jedoch verändert und verarbeitet, seien es Kunstprodukte. Josef Kohler erkannte 1878, dass Naturprodukte erst dann ihren wirtschaftlichen Wert erlangen, wenn sie der Mensch in seine Herrschaft übernehme. Dabei verleihe jede Tätigkeit, auch bereits das Pflücken einer Waldbeere, dem Naturprodukt die Eigenschaft eines Guts. Durch Pflücken als geringfügige Bearbeitung behielt das Agrarprodukt mithin noch seine Eigenschaft, ein Naturprodukt zu sein. Je weniger Naturprodukte bearbeitet werden und je frischer sie sind, desto höher ist ihr Nährstoffgehalt.
Beispiele für als Naturprodukt bezeichnete Produkte sind Nahrungsmittel wie Eier, Gemüse, Getreide, Honig, Kork, Obst, Speisefisch und Wildfleisch, aber auch Gestein, Holz und Wolle.

## Geschichte
Für John Locke begann Arbeit im Jahre 1690 dort, wo der Mensch der Natur ein Produkt entnimmt, um es zu seinem Eigentum zu machen. Eigentum könne der Mensch nur erlangen, indem er ein Naturprodukt (englisch natural product) bearbeite oder es mit einer Substanz vermische. Der Physiokrat François Quesnay sah 1758 Naturprodukte als die wirkliche Reichtumsquelle des Staates an. Die Produkte der Natur werden auch David Ricardo zufolge durch Arbeit erlangt. Aufgabe der Arbeit sei es, die Naturprodukte „für unsere Dienste aufzubereiten“ (englisch prepare).
Die deutsche Fachliteratur befasste sich im 19. Jahrhundert intensiv mit Naturprodukten. Im Jahre 1827 galt, dass sie teilweise roh und ohne jegliche Zubereitung genutzt werden könnten, teilweise müsse man sie durch zweckmäßige Behandlung so verändern, so dass sie ihrem Zweck dienen können. Die heute gängige Einteilung der Naturprodukte nach ihrer Herkunft aus Pflanzen, Tieren oder Mineralien stammte aus 1836. Eine heute noch gültige Definition aus 1871 nannte Natur-Erzeugnisse oder Natur-Produkte „jene Dinge oder Körper, welche sich noch in dem nämlichen Zustande befinden, wie sie Gott erschaffen oder die Erde hervorgebracht hat“. Werden diese Naturprodukte durch menschliche Kunst verarbeitet, so nannte der Autor sie „Kunsterzeugnisse“ oder „Kunstprodukte“. 
Durch den Grad der Be- oder Verarbeitung verlieren Naturprodukte mithin ihre Eigenschaft, Naturprodukte zu sein. Bei Milch und ihren Derivaten (Butter, Käse) ist zu erkennen, wie sich das natürliche Ausgangsmaterial nicht von seiner Bearbeitung und Verarbeitung durch den Menschen trennen lässt und wie das Naturprodukt zum Lebensmittel wird. Der Bearbeitungs- oder Verarbeitungsgrad entscheidet darüber, ob es sich noch um ein Naturprodukt handelt oder nicht.

## Rechtsfragen
Diese Auffassung übernahm auch das seit Januar 1990 geltende Produkthaftungsgesetz (ProdHaftG). In § 2 Satz 2 ProdHaftG a. F. gab es bis zum Jahre 2009 eine Privilegierung für landwirtschaftliche Naturprodukte: Ausgenommen von der Produkthaftungspflicht waren nämlich landwirtschaftliche Erzeugnisse des Bodens, der Tierhaltung, der Imkerei und der Fischerei sowie Jagderzeugnisse. Diese galten nicht als Produkte im Sinne des Produkthaftungsgesetzes, solange sie nicht einer ersten Verarbeitung unterzogen wurden. Es kam hierbei auf die Verarbeitung (technische oder mechanische Umformung), also bereits das Einfrieren oder Haltbarmachen, und nicht auf die Bearbeitung an. Diese Agrarprodukte waren von der Produkthaftung ausgenommen. Seit 2009 unterliegen sämtliche Agrarprodukte – auch diejenigen ohne erste Verarbeitung – der Produkthaftung. Das EU-Recht geht in Art. 38 Abs. 1 AEUV davon aus, dass unter landwirtschaftlichen Erzeugnissen neben Erzeugnissen des Bodens und der Viehzucht auch die Fischerei sowie die mit diesen in unmittelbarem Zusammenhang stehenden Erzeugnisse der ersten Verarbeitungsstufe zu den Agrarprodukten gehören. 
Naturprodukte genießen keinen besonderen Rechtsschutz. Rechtlich von Bedeutung ist lediglich die Werbung für Naturprodukte. Eine so genannte „Natur-Werbung“ liegt stets dann vor, wenn ein Lebensmittel oder seine Zutaten mit Begriffen wie „Natur“, „reines Naturprodukt“, „natürlich“, „naturbelassen“, „naturnah“, „naturmild“ oder „natürlich genießen“ beworben wird. Mit Natur-Bezug beworbene Lebensmittel müssen deshalb weder aus ökologischer Erzeugung noch aus der Region stammen. Eine mit Zusatzstoffen gefärbte Brause darf nicht als „reines Naturprodukt“ beworben werden, da Brause ein künstliches Produkt ist.
Die Werbung für Naturprodukte muss den Prinzipien der Lauterkeit entsprechen. Eine irreführende Werbung liegt vor, wenn eine geschäftliche Handlung gemäß § 5 Abs. 1 UWG unwahre Angaben enthält oder sonstige zur Täuschung geeignete Angaben wie die wesentlichen Merkmale der Ware oder Beschaffenheit enthält. Das Lebensmittel- und Futtermittelgesetzbuch (LFGB) verbietet in § 11 LFGB Informationen über Lebensmittel, die den Anforderungen der Art. 7 Abs. 1 und Abs. 3 Verordnung (EU) Nr. 1169/2011 nicht entsprechen. Hierzu zählen die Eigenschaften des Lebensmittels, insbesondere in Bezug auf Art, Identität, Zusammensetzung, Menge, Haltbarkeit, Ursprungsland oder Herkunftsort und Methode der Herstellung oder Erzeugung. Aussagen über Schadstoffgehalte und Regionalität können daraus nicht abgeleitet werden.

## Wirtschaftliche Aspekte
Mit höherer Verarbeitungsstufe verlieren Agrarprodukte ihren Charakter als Naturprodukt, weil die Verarbeitung zu einem anderen Zustand des Produkts, wie etwa die Herstellung von Kondensmilch oder Milcherzeugnissen (Butter, Käse usw.) aus Rohmilch, führt. Das Dreschen des Getreides gehört noch zur Arbeitsvorbereitung, aber das Mahlen zu Mehl ist die erste Verarbeitungsstufe, die den Produktzustand verändert. Das Melken der Kühe zur Gewinnung von Rohmilch ist ebenfalls Arbeitsvorbereitung, die Molkerei zu Milch die erste Verarbeitungsstufe. Die Kelter der Weintrauben ist Arbeitsvorbereitung, die Gärung zu Wein erste Verarbeitungsstufe. Tätigkeiten wie Reinigung, Sortierung, Lagerung, Trocknung oder Verpackung werden in der Regel keine erste Verarbeitung des landwirtschaftlichen Naturprodukts darstellen. Wann eine erste Verarbeitung vorliegt, muss nach den Umständen des Einzelfalls entschieden werden. 
Nach Art. 38 Abs. 1 AEUV gehört die erste Verarbeitungsstufe noch zur Landwirtschaft. Käse oder Leder beispielsweise sind im strengen Sinne keine Naturprodukte, weil das Naturprodukt Rohmilch bzw. Tierhaut durch wesentliche menschliche Bearbeitung (Käseherstellung bzw. Gerben) umgewandelt und physisch verändert wird. Butter und Käse sind bereits zweite Verarbeitungsstufe. Metalle oder Mineralien sind ebenfalls keine Naturprodukte, weil sie erst durch technisch aufwendigen Abbau gewonnen werden und dadurch ihren Ursprungszustand verlieren. Bei allen Beispielen sind lediglich die Grundstoffe Naturprodukte, nicht mehr dagegen die Fertigprodukte. Es hängt mithin vom Bearbeitungsgrad ab, ob es sich um Naturprodukte handelt oder nicht.

## Ökologie
Das Bewusstsein einer gesunden Ernährung und die Ökologie haben Naturprodukte stärker in den Mittelpunkt des Verbraucherinteresses gerückt und räumen ihnen Priorität vor künstlich hergestellten Stoffen ein. Nachwachsende Rohstoffe gelten als rezente organische Naturprodukte, die um der technischen Nutzung bzw. Wirtschaft willen existieren.

## Abgrenzung
Vom Naturprodukt abzugrenzen ist der Begriff Naturstoff, der üblicherweise eine Reinsubstanz oder ein chemisch definiertes Gemisch bezeichnet.